# Oxymycterus rufus
El hocicudo rojizo (Oxymycterus rufus) es una especie de roedor de la familia Cricetidae propia de Sudamérica; es propia de Argentina, Paraguay, Brasil y Uruguay.